# 大貝特爾武爾夫山

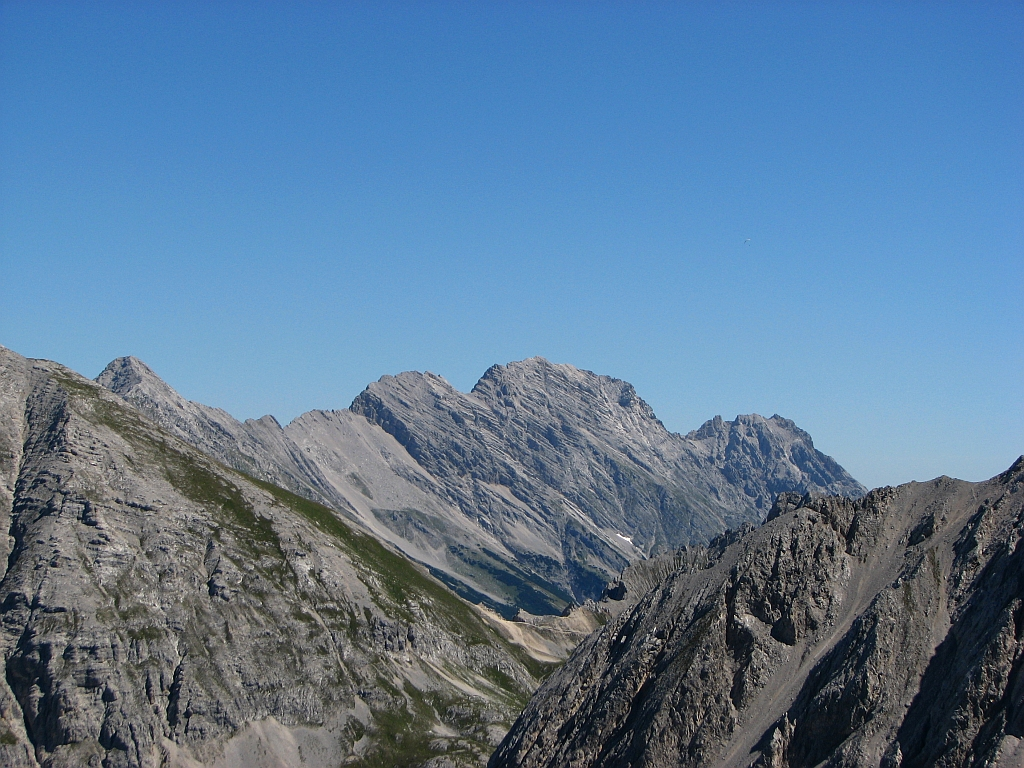

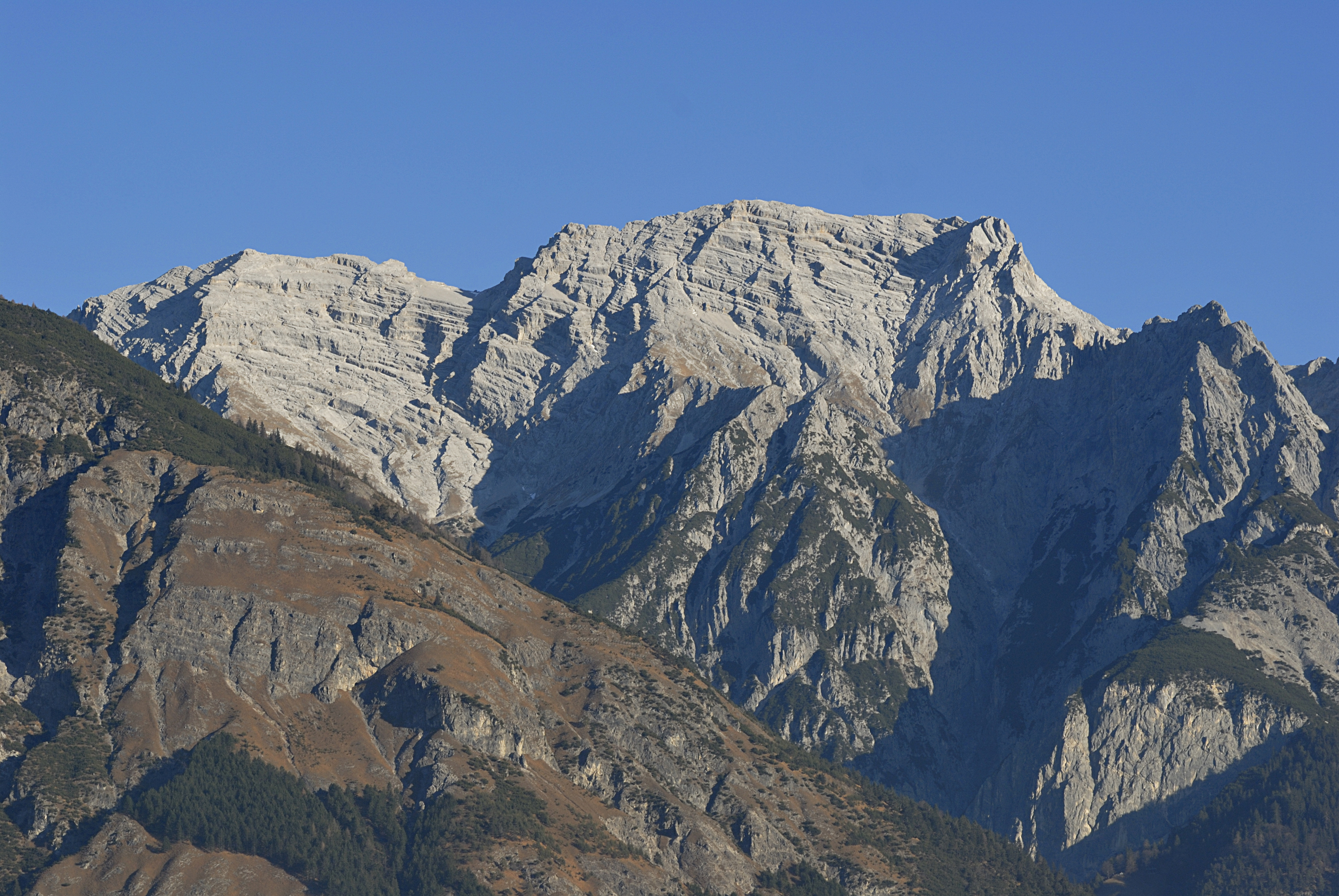

47°20′39″N 11°31′11″E / 47.3442944°N 11.5197667°E
大貝特爾武爾夫山（德語：Großer Bettelwurf），是奧地利的山峰，位於該國西部，由蒂羅爾州負責管轄，屬於卡爾文德爾山脈的一部分，海拔高度2,726米，每年平均降雨量1,806毫米。